# Grigori Tchirikov
Grigori Tchirikov (en langue russe : Чириков, Григорий Осипович) (né en 1882 à Mstiora dans le gouvernement de Vladimir et décédé le 5 mai 1936 à Moscou) est un restaurateur d'art, peintre d'icône et collectionneur. Victime de la répression en URSS, il est arrêté en 1931, accusé d'être membre d'une organisation contre-révolutionnaire et il n'est réhabilité qu'en 1959.

## Biographie
Tchirikov provient d'une famille de paysans qui étaient aussi peintres d'icônes. Il étudie la peinture avec son père Ossip Tchirikov et commença a travailler seul à partir de 1897. Après la mort de son père, ensemble avec son frère, il hérite de l'atelier d'icône de son père à Moscou. Cet atelier produit des icônes notamment pour le grand-duc Serge Alexandrovitch de Russie et le musée Russe. Il crée aussi des icônes pour la cathédrale Féodorovsky à Tsarskoïe Selo, dans le style du XVIIe siècle.
À partir de 1910, il est expert de la Commission archéologique impériale. Il procède à de nombreuses restaurations parmi lesquelles celles des icônes :
- La Vierge du Don (1914);
- Notre-Dame Souveraine Derjavnaïa (1917) dont il réalise trois copies.
- Notre-Dame de Vladimir (1918—1919);

Il donne des cours spécialisés sur la technique de restauration à la Société impériale d'archéologie, à Moscou (1915—16), ainsi que des cours de muséologie (1919), au Vkhoutemas (à partir de 1924).
À partir de 1918, Tchirikov devient collaborateur de la Commission pour la préservation et la découverte d'icônes de la Russie ancienne. La même année à la cathédrale de la Dormition sur Gorodok à Zvenigorod il découvre le registre d'icône de la déisis de la Dormition de Zvenigorod d'André Roublev.
En 1918—1919, à la demande de la même Commission, ainsi que d'Ivan Souslov et de V. A. Tioulin commence la restauration de l'icône de la Trinité d'Andreï Roublev :
Durant la même période le Centre Igor Grabar de restauration scientifique et artistique de Russie, ensemble avec un groupe de spécialistes, travaille sur la restauration d'icônes parmi lesquelles :
- La Vierge de Tolga, XIIIe siècle (1919—20) ;
- L'Apparition de l'archange saint Michel à Josué des environs de 1300 (1919—26) ;
- Le Sauveur de Iaroslavl en 1919 avec le restaurateur Fiodor Modorov ;
- Le Prophète Élie au désert de la fin du XIIIe siècle (1920 et ss) ;
- Annonciation d'Oustioug du XIIe siècle (1920);
- Orante d'Iaroslavl du premier tiers du XIIIe siècle (1924—29) ;
- Saint Démétrios de Salonique (icône) des XIIe et XIIIe siècles (1924—28) ;
- Vierge de Svenski de 1288 (jusqu'en 1927) ;
- Boris et Gleb (icône du monastère de Savvo-Vicherskovo).

En 1928, Tchirikov est arrêté une première fois, mais est rapidement libéré. Il est privé de la liberté de vivre dans les grandes villes du pays.
En 1929, un groupe d'experts du centre de restauration Igor Grabar travaille au Kremlin de Moscou à la cathédrale de l'archange Mikhaïl au monastère des miracles à un film sur les fresques. Le 17 décembre au matin, les restaurateurs venus travailler ont pu voir que l'on avait fait exploser la cathédrale qui n'était plus qu'un tas de décombres. Elle devait servir d'emplacement pour le nouveau Bâtiment 14 du Kremlin.
Le 17 mars 1931, Tchirikov est arrêté à nouveau, sous l'inculpation de participation à la contre-révolution organisée avec la participation de collaborateurs du Centre de restauration Igor Grabar et de sabotage. Par application du décret du Guépéou du 2 août 1931 il est condamné à trois ans de camp de travail pénitentiaire. Il est emmené sous escorte au Goulag à Kotlas à 800 kilomètres au nord de Moscou.
Il n'existe pas d'informations sur la libération et le lieu de résidence de Tchirikov de 1934 à 1936. L'agenda d'Igor Grabar renseigne le 3 mai 1936 comme date de son décès . Le lieu de l'inhumation n'est pas connu.
En 1959 il a été réhabilité.